# Tarazá
Tarazá es un municipio de Colombia, localizado en la subregión del Bajo Cauca del departamento de Antioquia. Limita por el norte con el departamento de Córdoba y el municipio de Cáceres, por el este con el municipio de Cáceres, por el sur con los municipios de Anorí y Valdivia y por el oeste con el municipio de Ituango. Su cabecera dista 222 kilómetros de la ciudad de Medellín, capital de Antioquia. El municipio posee una extensión de 1.569 kilómetros cuadrados.

## Historia
Hay poca información sobre los antecedentes de esta región. La margen izquierda del río Nechí, en sus inmediaciones, estaba antiguamente habitada por aborígenes yamesíes, una población laboriosa y pacífica dedicada a la minería y gobernada por el cacique Mayaba.
Sólo hasta 1953 comenzó a formarse en definitiva la población de Tarazá a orillas del río del mismo nombre, que pertenecía al municipio de Cáceres. En 1959, una ordenanza creó la Inspección de Tarazá. Cuando el poblado comenzó a desarrollarse, recibió el nombre de Puerto Bijao.
En 1979 Tarazá fue erigido municipio, segregado de la localidad del municipio de Cáceres.
Sobre el origen del nombre de Tarazá se hacen muchos comentarios. Algunos estudiosos afirman que el nombre proviene de un cacique que habitaba la región llamado de igual forma, Tarazá, y otros, que viene de un pez conocido por los indígenas también llamados de igual modo. Lo cierto es que no hay ningún documento que refiera ese hecho, y mucho menos cuando se sabe que en la región no existieron indígenas con este nombre.
Sin embargo, en investigaciones más recientes se halló el vocablo “Zazara” que quiere decir "Hacha" en la lengua de los indígenas nutabes, más asimilable al nombre del río. Lo que pudiera dar a entender que los españoles, al modular con mucha frecuencia esta voz, llegaron a sintetizarlo en el actual vocablo Tarazá.

## División Político-Administrativa
Además de su Cabecera municipal. Tarazá tiene bajo su jurisdicción los siguientes corregimientos (de acuerdo a la Gerencia departamental):
- Barro Blanco
- El Doce
- El Guáimaro
- La Caucana
- Puerto Antioquia

## Generalidades
- Fundación: El 24 de febrero de 1953
- Erección en municipio, ordenanza 41 de 1979
- Fundadores: María del Socorro Casas Gómez y Francisco Valencia Rivera
- Apelativo: Ciudad Hospitalaria, Tierra de Esperanza y Amor.

## Demografía
Población Total: 42 964 hab. (2018)
- Población Urbana: 27 657
- Población Rural: 14 307

Alfabetismo: 74.6% (2005)
- Zona urbana: 77.6%
- Zona rural: 70.3%

### Etnografía
Según las cifras presentadas por el DANE del censo 2005, la composición etnográfica del municipio es: 
- Mestizos & blancos (90,9%)
- Afrocolombianos (8,8%)
- Indígenas (0,3%)

## Vías de comunicación
Se encuentra sobre la llamada Troncal de Occidente (Carretera 25), la cual permite el acceso por vía terrestre a los cercanos municipios de Cáceres, Caucasia y Valdivia, así como a la capital más cercana: Medellín (Antioquia), a 222 km.

## Economía
- Agricultura: Plátano, Cacao, Piña, Caucho, Yuca, Arroz, Maíz, Sorgo
- Ganadería en general, Bovinos de Levante, Equinos
- Minería del Oro
- Comercio muy activo.

## Fiestas
- Fiestas del Río, emblemáticas
- Mes del Niño
- Semana Cultura
- Fiestas del Campesino en junio
- Festival de la Danza, a principios de agosto.

## Gastronomía
- mango, fruta característica del municipio

## Sitios de interés
- Estadio Abraham Miguel Vides.
- Cancha sintética Miguel Ángel Gómez García
- Coliseo Fredilberto Ramos Salcedo.
- Pista de patinaje
- Parque educativo Jesús Arcángel Ramírez.
- Casa de la cultura Norberto Rico Pérez.
- Palacio Municipal.
- Museo arqueológico.
- Puente colgante
- Balnearios : Estadero Brisas de piedras (vereda delicias de piedras)
- Estadero las Cabañitas (vereda delicias de piedras)
- Balneario la Cascada (vereda delicias de piedras)
- Complejo cenagoso Río Rayo.
- Balneario El Turista donde el Chevi.
- Charco las Brujas.
- Charco El Diablo.
- Charco de El Amor.
- Charco La Perra
- Charco Honduras
- Playas del río Tarazá
- Río Man ( Corregimiento La Caucana)
- Centro de desarrollo turístico y gastronómico La Cauchera (vereda alto del Loro)
- Estadero campestre Dago.
- Piscina natural Las Palmas
- Lagos de Piscicultura
- Biofábrica de Cacao ACATA (Asociación de cacaoteros de Tarazá)
- Agroapita ( Asociación agropecuaria y apicola de Tarazá)
- Iglesia Parroquial de Nuestra Señora de los Dolores y María Auxiliadora
- Capillas en los corregimientos de El Doce, Barroblanco, Puerto Antioquia, El Guaimaro y La Caucana.A pocos metros de que el río Tarazá desemboque en el Cauca, hay amplias playas y aguas frescas para nadar o navegar en pequeñas canoas. En la arena se juega fútbol y vóley playa, cada año en el Puente de Reyes, se celebran aquí las tradicionales Fiestas del Río.

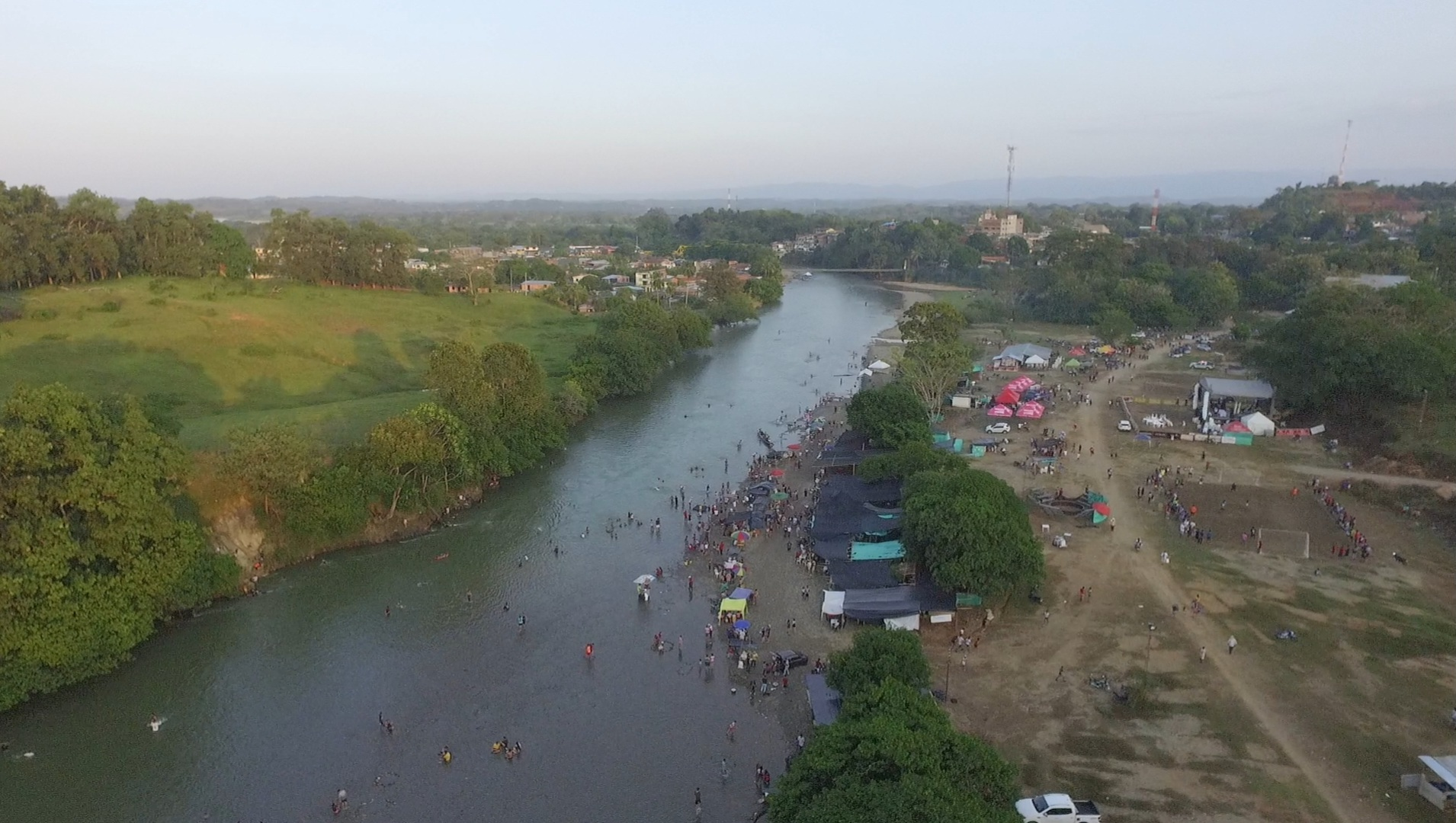
A pocos metros de que el río Tarazá desemboque en el Cauca, hay amplias playas y aguas frescas para nadar o navegar en pequeñas canoas. En la arena se juega fútbol y vóley playa, cada año en el Puente de Reyes, se celebran aquí las tradicionales Fiestas del Río.

## Servicios públicos
- Energía Eléctrica: EPM, es la empresa prestadora del servicio de energía eléctrica.
- Gas Natural: Surtigas es la empresa distribuidora y comercializadora de gas natural en el municipio.